# Список глав Мьянмы
Список глав Мьянмы (ранее называвшейся Бирма) включает в себя таковых после провозглашения независимости страны в 1948 году, а также главу марионеточного Государства Бирма (1943—1945), провозглашённого в период оккупации Японской империей ().
В настоящее время главой Республики Союза Мьянма (бирм. ပြည်ထောင်စု သမ္မတ မြန်မာနိုင်ငံတော်) является Президент Республики Союза Мьянма (бирм. ပြည်ထောင်စုမြန်မာနိုင်ငံတော်၏ သမ္မတများ). Он избирается коллегией выборщиков (членами Ассамблеи Союза), состоящей из трёх комитетов, каждый из которых выдвигает своего кандидата на этот пост. По итогам их совместного голосования кандидат, получивший наибольшее число голосов, становится президентом, а два других — вице-президентами (бирм. ပြည်ထောင်စုသမ္မတမြန်မာနိုင်ငံတော် ဒုတိယ သမ္မတ). После принятия присяги президенту запрещено принимать участие в деятельности какой-либо политической партии (согласно статье 64 раздела III Конституции, вступивший в силу в 2011 году).
Применённая в первых столбцах таблицы нумерация является условной. Также условным является использование в первых столбцах цветовой заливки, служащей для упрощения восприятия принадлежности лиц к различным политическим силам без необходимости обращения к столбцу, отражающему партийную принадлежность. В столбце «Выборы» отражены состоявшиеся выборные процедуры или иные основания занимания поста главы государства. Наименование страны и государственных должностей на русском языке приведено в соответствии с принятыми в нём нормами: до 1989 года как Бирма (с производными формами), позже как Мьянма (с производными формами — при официальном употреблении, однако с использованием прилагательного бирманский и его форм в прочих случаях).

## Государство Бирма (1943—1945)

Флаг Государства Бирма

Государство Бирма (бирм. ဗမာနိုင်ငံတော်, яп. ビルマ國) было провозглашено 1 августа 1943 года и просуществовало до 1 мая 1945 года в условиях оккупации страны Японской империей в рамках Великой восточноазиатской сферы взаимного процветания, находясь в состоянии войны с Великобританией и США. Заняв Британскую Бирму в январе—мае 1942 года, японцы способствовали формированию Армии независимости Бирмы, а 1 августа 1942 года в Рангуне было сформировано правительство для удовлетворения гражданских нужд во главе с Ба Мо. 8 мая 1943 года под его руководством начал работать Комитет подготовки независимости Бирмы (бирм. မြန်မာနိုင်ငံလွတ်လပ်ရေးပြင်ဆင်ရေးကော်မတီ), разработавший конституцию. После провозглашения 1 августа независимости и прекращения работы японского военного управления Ба Мо получил широкие полномочия, став главой государства (найнгандау адипади, бирм. နိုင်ငံတော်အဓိပတိ). С развитием начавшегося в ноябре 1944 года британского наступления 27 марта 1945 года Национальная армия Бирмы под влиянием основанной в августе 1944 года Антифашистской лиги народной свободы (бирм. ဖက်ဆစ်ဆန့်ကျင်ရေး ပြည်သူ့လွတ်လပ်ရေး အဖွဲ့ချုပ်) объявила войну Японии, к 3 мая бирманскими войсками был занят Рангун, правительство Ба Мо утратило полномочия
|        | Портрет       | Имя (годы жизни)           | Полномочия     | Полномочия | Партия                        | Выборы      | Должность                                      | Пр.           |
| Начало | Портрет       | Имя (годы жизни)           | Окончание      |            | Партия                        | Выборы      | Должность                                      | Пр.           |
| ------ | ------------- | -------------------------- | -------------- | ---------- | ----------------------------- | ----------- | ---------------------------------------------- | ------------- |
| А      |               | Ба Мо (1893—1977) бирм. ဘမော် | 1 августа 1943 | 3 мая 1945 | Ассоциация «Добама — Синьета» | [ комм. 8 ] | глава Государства Бирма бирм. ဗမာနိုင်ငံ‌တော်၏ နိုင်ငံတော်အဓိပတိ | [ 10 ] [ 13 ] |
|        | Великая Бирма | Ба Мо (1893—1977) бирм. ဘမော် | 1 августа 1943 | 3 мая 1945 |                               | [ комм. 8 ] | глава Государства Бирма бирм. ဗမာနိုင်ငံ‌တော်၏ နိုင်ငံတော်အဓိပတိ | [ 10 ] [ 13 ] |

## Союз Бирма (1948—1974)

Флаг Бирмы (1948—1974)

Национальная армия Бирмы, поднявшая весной 1945 года восстание против японской оккупации, присоединилась к союзным войскам с верховным главнокомандующим объединёнными силами союзников в Юго-Восточной Азии коммодором Маунтбеттеном как Патриотические Бирманские Силы (англ. Patriotic Burmese Forces). 28 сентября 1946 года председатель Антифашистской лиги народной свободы Аун Сан возглавил бирманское правительство, заняв пост Заместителя председателя Исполнительного совета (англ. Deputy Chairmen of the Executive Council), и в январе 1947 года начал переговоры с лейбористским правительством Клемента Эттли о предоставлении Великобританией независимости Бирме, на которых был достигнуто соглашение о проведении в апреле 1947 выборов в её Учредительное собрание. В феврале Аун Сан подписал с лидерами этнических меньшинств шан, качин и чин Панлонское соглашение о создании единой республиканской Бирмы. На состоявшихся 9 апреля 1947 года выборах Антифашистская лига получила подавляющее большинство мест в Учредительном собрании и возглавила процесс разработки конституции страны (была принята 24 сентября 1947 года). Во время заседания правительственного Исполнительного совета 19 июля 1947 года Аун Сан и ещё 6 членов совета были застрелены заговорщиками. Бирма стала независимой 4 января 1948 года под названием Союз Бирма (бирм. မြန်မာနိုင်ငံတော်) в соответствии с актом, принятым парламентом Соединённого королевства. Конституцией предусматривался пятилетний срок полномочий президент, избираемого двухпалатным Парламентом Союза. Первым временным президентом стал Шве Тай.
В условиях продолжающейся с 1948 года гражданской войны начальник Генерального штаба бирманских вооружённых сил  Не Вин сначала с 29 октября 1958 года по 4 апреля 1960 года возглавил правительство страны, а 2 марта 1962 года осуществил государственный переворот, в результате которого к власти пришёл Революционный совет, в который вошли высшие офицеры вооружённых сил. 28 апреля 1962 года Революционный совет обнародовал программную политическую декларацию «Бирманский путь к социализму», 4 июля Не Вин объявил о создании Партии бирманской социалистической программы, призванной возглавить процессы достижения заявленных целей, 23 марта 1964 года был издан «Закон, защищающий национальное единство», согласно которому деятельность других партий запрещалась.
|        | Портрет                                      | Имя (годы жизни)                                        | Полномочия    | Полномочия    | Партия                               | Выборы       | Должность                                                                      | Пр.           |
| Начало | Портрет                                      | Имя (годы жизни)                                        | Окончание     |               | Партия                               | Выборы       | Должность                                                                      | Пр.           |
| ------ | -------------------------------------------- | ------------------------------------------------------- | ------------- | ------------- | ------------------------------------ | ------------ | ------------------------------------------------------------------------------ | ------------- |
| 1      |                                              | Сао Шве Тай (1895—1962) бирм. ရွှေသိုက်                       | 4 января 1948 | 12 марта 1952 | Антифашистская лига народной свободы | 1947         | временный государственный президент бирм. နိုင်ငံတော်ယာယီသမ္မတ                           | [ 20 ] [ 24 ] |
| 2      |                                              | У Ба У (1887—1963) бирм. ဘဦး                             | 13 марта 1952 | 12 марта 1957 | Антифашистская лига народной свободы | 1951—1952    | государственный президент бирм. နိုင်ငံတော်သမ္မတ                                       | [ 25 ] [ 26 ] |
| 3      |                                              | Ман Вин Маун (1916—1989) бирм. ဝင်းမောင်                     | 13 марта 1957 | 2 марта 1962  | Антифашистская лига народной свободы | 1956         | государственный президент бирм. နိုင်ငံတော်သမ္မတ                                       | [ 25 ] [ 27 ] |
|        | Союзная партия                               | Ман Вин Маун (1916—1989) бирм. ဝင်းမောင်                     | 13 марта 1957 | 2 марта 1962  |                                      | 1956         | государственный президент бирм. နိုင်ငံတော်သမ္မတ                                       | [ 25 ] [ 27 ] |
| 4 (I)  |                                              | У Не Вин (1911—2002) бирм. နေဝင် урожд. Шу Маун бирм. ရှုမောင် | 2 марта 1962  | 2 марта 1974  | вооружённые силы                     | [ комм. 21 ] | председатель Революционного совета Союза Бирма бирм. ပြည်ထောင်စုမြန်မာနိုင်ငံ တော်လှန်ရေးကောင်စီ ဥက္ကဋ္ဌ | [ 29 ] [ 30 ] |
|        | Партия бирманской социалистической программы | У Не Вин (1911—2002) бирм. နေဝင် урожд. Шу Маун бирм. ရှုမောင် | 2 марта 1962  | 2 марта 1974  |                                      | [ комм. 21 ] | председатель Революционного совета Союза Бирма бирм. ပြည်ထောင်စုမြန်မာနိုင်ငံ တော်လှန်ရေးကောင်စီ ဥက္ကဋ္ဌ | [ 29 ] [ 30 ] |

## Социалистическая Республика Союз Бирма (1974—1988)

Флаг Бирмы (1974—2010)

Социалистическая Республика Союз Бирма (бирм. ပြည်ထောင်စုဆိုရှယ်လစ်သမ္မတမြန်မာနိုင်ငံတော်) была провозглашена 2 марта 1974 года с вступлением в силу новой конституции в соответствии с декретом Революционного совета от 3 января 1974 года, утвердившим итоги состоявшегося 15 декабря 1973 года конституционного референдума. С 27 января по 10 февраля 1974 года в стране прошли выборы в однопалатное Народное собрание (бирм. ပြည်သူ့လွှတ်တော်), в которых участвовала единственная легальная Партия бирманской социалистической программы (ПБСП). С вступлением в силу конституции Революционный совет был распущен, Народное собрание избрало Государственный совет, председатель которого и его заместитель ex officio становились государственным президентом и государственным вице-президентом страны.
На внеочередном конгрессе ПБСП, проходившем с 23 по 26 июля 1988 года, её председатель Не Вин и его заместитель Сан Ю (председатель Государственного совета) подали в отставку с партийных и государственных постов. Новый председатель партии Сейн Лвин 27 июля на сессии Народного собрания был также избран председателем Государственного совета, что спровоцировало акции неповиновения (Восстание 8888), неудачные действия по подавлению которых привели 12 августа к отставке Сейна Лвина, а затем и свержению 18 сентября его преемника Мауна Мауна в результате военного переворота.
|            | Портрет | Имя (годы жизни)                                        | Полномочия      | Полномочия       | Партия                                       | Выборы       | Должность                                                               | Пр.           |
| Начало     | Портрет | Имя (годы жизни)                                        | Окончание       |                  | Партия                                       | Выборы       | Должность                                                               | Пр.           |
| ---------- | ------- | ------------------------------------------------------- | --------------- | ---------------- | -------------------------------------------- | ------------ | ----------------------------------------------------------------------- | ------------- |
| 4 (II—III) |         | У Не Вин (1911—2002) бирм. နေဝင် урожд. Шу Маун бирм. ရှုမောင် | 2 марта 1974    | 9 ноября 1981    | Партия бирманской социалистической программы | 1974         | председатель Государственного совета бирм. နိုင်ငံတော်ကောင်စီ ဥက္ကဋ္ဌ                | [ 29 ] [ 30 ] |
| 4 (II—III) | 1978    | У Не Вин (1911—2002) бирм. နေဝင် урожд. Шу Маун бирм. ရှုမောင် | 2 марта 1974    | 9 ноября 1981    | Партия бирманской социалистической программы |              | председатель Государственного совета бирм. နိုင်ငံတော်ကောင်စီ ဥက္ကဋ္ဌ                | [ 29 ] [ 30 ] |
| 5 (I—II)   |         | У Сан Ю (1918—1996) бирм. စန်းယု                           | 9 ноября 1981   | 27 июля 1988     | Партия бирманской социалистической программы | 1981         | председатель Государственного совета бирм. နိုင်ငံတော်ကောင်စီ ဥက္ကဋ္ဌ                | [ 34 ] [ 35 ] |
| 5 (I—II)   | 1985    | У Сан Ю (1918—1996) бирм. စန်းယု                           | 9 ноября 1981   | 27 июля 1988     | Партия бирманской социалистической программы |              | председатель Государственного совета бирм. နိုင်ငံတော်ကောင်စီ ဥက္ကဋ္ဌ                | [ 34 ] [ 35 ] |
| 6          |         | У Сейн Лвин (1923—2004) бирм. စိန်လွင်                      | 27 июля 1988    | 12 августа 1988  | Партия бирманской социалистической программы | [ комм. 26 ] | председатель Государственного совета бирм. နိုင်ငံတော်ကောင်စီ ဥက္ကဋ္ဌ                | [ 25 ] [ 36 ] |
| и. о.      |         | Е Ко (1921—2006) бирм. အေးကို                               | 12 августа 1988 | 19 августа 1988  | Партия бирманской социалистической программы | [ комм. 27 ] | заместитель председателя Государственного совета бирм. နိုင်ငံတော်ကောင်စီ ဒုတိယဥက္ကဋ္ဌ | [ 2 ] [ 37 ]  |
| 7          |         | Маун Маун (1925—1994) бирм. မောင်မောင်                        | 19 августа 1988 | 18 сентября 1988 | Партия бирманской социалистической программы | [ комм. 26 ] | председатель Государственного совета бирм. နိုင်ငံတော်ကောင်စီ ဥက္ကဋ္ဌ                | [ 25 ] [ 38 ] |

## Союз Мьянма (1988—2011)
В результате совершённого 18 сентября 1988 года военного переворота к власти в стране пришёл Государственный совет по восстановлению законности и порядка (бирм. နိုင်ငံတော် ငြိမ်ဝပ်ပိပြားမှု တည်ဆောက်ရေးအဖွဲ့, ГСВЗП), упразднивший все конституционные органы государственной власти. Первым председателем ГСВЗП стал начальник Генерального штаба бирманских вооружённых сил Со Маун. Сразу после переворота в законодательных актах произошёл отказ от конституционного наименования страны Социалистическая Республика Союз Бирма, официально восстановление наименование Союз Бирма произошло согласно принятому ГСВЗП 19 октября 1988 года закону (имеющему обратную силу с 18 сентября 1988 года). В принятом 18 июня 1989 года «Законе об адаптации выражений» было закреплено наименование страны Мьянма вместо английского (международного) Бирма. 5 ноября 1997 года ГСВЗП был реорганизован в Государственный совет мира и развития (бирм. နိုင်ငံတော်အေးချမ်းသာယာရေးနှင့်ဖွံ့ဖြိုးရေးကောင်စီ, ГСМР).
Созданная ГСМР в октябре 2007 года специальная комиссия разработала проект новой конституции, 9 февраля 2008 года ГСМР объявил о проведении референдума в мае 2008 года и всеобщих выборов в 2010 году. С вступлением 31 января 2011 года новой конституции в силу страна получила название Республика Союз Мьянма, 30 марта ГСМР был распущен.
|          | Портрет        | Имя (годы жизни)              | Полномочия       | Полномочия     | Партия           | Выборы                                                                              | Должность                                                                                                  | Пр.           |
| Начало   | Портрет        | Имя (годы жизни)              | Окончание        |                | Партия           | Выборы                                                                              | Должность                                                                                                  | Пр.           |
| -------- | -------------- | ----------------------------- | ---------------- | -------------- | ---------------- | ----------------------------------------------------------------------------------- | --- | ------------- |
| 8        |                | Со Маун (1928—1997) бирм. စောမောင် | 18 сентября 1988 | 23 апреля 1992 | вооружённые силы | [ комм. 32 ]                                                                        | председатель Государственного совета по восстановлению законности и порядка бирм. နိုင်ငံတော်ငြိမ်ဝပ်ပိပြားမှုတည်ဆောက်ရေးအဖွဲ့ ဥက္ကဋ္ဌ | [ 43 ] [ 44 ] |
| 9 (I—II) |                | У Тан Шве (1933—) бирм. သန်းရွှေ   | 23 апреля 1992   | 15 ноября 1997 | вооружённые силы | [ комм. 34 ]                                                                        | председатель Государственного совета по восстановлению законности и порядка бирм. နိုင်ငံတော်ငြိမ်ဝပ်ပိပြားမှုတည်ဆောက်ရေးအဖွဲ့ ဥက္ကဋ္ဌ | [ 45 ] [ 46 ] |
| 9 (I—II) | 15 ноября 1997 | У Тан Шве (1933—) бирм. သန်းရွှေ   | 31 января 2011   | [ комм. 33 ]   | вооружённые силы | председатель Государственного совета мира и развития бирм. နိုင်ငံတော်အေးချမ်းသာယာရေးနှင့်ဖွံ့ဖြိုးရေးကောင်စီ ဥက္ကဋ္ဌ | | [ 45 ] [ 46 ] |

## Республика Союз Мьянма (с 2011)

Флаг Мьянмы

С вступлением 31 января 2011 года новой конституции в силу страна получила название Республика Союз Мьянма (бирм. ပြည်ထောင်စုသမ္မတမြန်မာနိုင်ငံတော်), 30 марта правящий Государственный совет мира и развития был распущен, с передачей полномочий избранным конституционным властям. Первым на президентский пост был избран являвшийся с 2007 года премьер-министром Мьянмы Тейн Сейн.
После низкого результата, показанного на состоявшихся 8 ноября 2020 года выборах кандидатами, поддерживаемыми вооружёнными силами, последние заявили о фальсификации результатов и совершили 1 февраля 2021 года военный переворот, задержав президента Вина Мьина и лидера Национальной лиги за демократию, государственного советника Аун Сан Су Чжи. На следующий день временный президент Мьин Шве (принявший полномочия как первый вице-президент) санкционировал создание Государственного административного совета (бирм. နိုင်ငံတော်စီမံအုပ်ချုပ်ရေးကောင်စီ, ГАС) как высшего государственного органа, а 22 июля 2024 года взял отпуск по болезни, передав на его время председателю ГАС главнокомандующему вооружённых сил и премьер-министру Мину Ауну Хлайну полноту полномочий главы государства.
Курсивом на сером фоне показаны даты начала и окончания полномочий Мина Ауна Хлайна, замещавшего Мьина Шве на посту временного президента на период его отпуска по болезни.
|        | Портрет        | Имя (годы жизни)                   | Полномочия     | Полномочия                                                                                 | Партия                                                       | Выборы       | Должность | Пр.           |
| Начало | Портрет        | Имя (годы жизни)                   | Окончание      |                                                                                            | Партия                                                       | Выборы       | Должность | Пр.           |
| ------ | -------------- | ---------------------------------- | -------------- | ------------------------------------------------------------------------------------------ | ------------------------------------------------------------ | ------------ | --- | ------------- |
| 9 (II) |                | У Тан Шве (1933—) бирм. သန်းရွှေ        | 31 января 2011 | 30 марта 2011                                                                              | вооружённые силы                                             | [ комм. 38 ] | председатель Государственного совета мира и развития бирм. နိုင်ငံတော်အေးချမ်းသာယာရေးနှင့်ဖွံ့ဖြိုးရေးကောင်စီ ဥက္ကဋ္ဌ                              | [ 45 ] [ 46 ] |
| 10     |                | У Тейн Сейн (1944—) бирм. သိန်းစိန်     | 30 марта 2011  | 30 марта 2016                                                                              | до принесения присяги — Партия солидарности и развития Союза | 2010         | государственный президент бирм. နိုင်ငံတော်သမ္မတ                                                                         | [ 25 ] [ 53 ] |
| 11     |                | У Тхин Чжо (1946—) бирм. ထင်ကျော်       | 30 марта 2016  | 21 марта 2018                                                                              | до принесения присяги — Национальная лига за демократию      | 2015         | государственный президент бирм. နိုင်ငံတော်သမ္မတ                                                                         | [ 54 ] [ 55 ] |
| и. о.  |                | Мьин Шве (1951—2025) бирм. မြင့်ဆွေ     | 21 марта 2018  | 30 марта 2018                                                                              | Партия солидарности и развития Союза                         | [ комм. 40 ] | временный президент бирм. ယာယီသမ္မတ                                                                                 | [ 56 ] [ 57 ] |
| 12     |                | У Вин Мьин (1951—) бирм. ဝင်းမြင့်      | 30 марта 2018  | 1 февраля 2021                                                                             | до принесения присяги — Национальная лига за демократию      | [ комм. 41 ] | государственный президент бирм. နိုင်ငံတော်သမ္မတ                                                                         | [ 25 ] [ 58 ] |
| и. о.  |                | Мьин Шве (1951—2025) бирм. မြင့်ဆွေ     | 1 февраля 2021 | 7 августа 2025                                                                             | Партия солидарности и развития Союза                         | [ комм. 43 ] | временный президент бирм. ယာယီသမ္မတ                                                                                 | [ 50 ] [ 56 ] |
| и. о.  |                | Мин Аун Хлайн (1956—) бирм. မင်းအောင်လှိုင် | 22 июля 2024   | 31 июля 2025                                                                               | вооружённые силы                                             | [ комм. 44 ] | председатель Государственного административного совета бирм. နိုင်ငံတော်စီမံအုပ်ချုပ်ရေးကောင်စီဥက္ကဋ္ဌ премьер-министр бирм. နိုင်ငံတော်ဝန်ကြီးချုပ် | [ 52 ] [ 59 ] |
| и. о.  | 31 июля 2025   | Мин Аун Хлайн (1956—) бирм. မင်းအောင်လှိုင် | 7 августа 2025 | председатель Комиссии государственной безопасности и мира бирм. နိုင်ငံတော်လုံခြုံရေးနှင့် အေးချမ်းသာယာရေးကော်မရှင် ဥက္ကဋ္ဌ | вооружённые силы                                             | [ комм. 44 ] | | [ 52 ] [ 59 ] |
| и. о.  | 7 августа 2025 | Мин Аун Хлайн (1956—) бирм. မင်းအောင်လှိုင် | действующий    | председатель Комиссии государственной безопасности и мира бирм. နိုင်ငံတော်လုံခြုံရေးနှင့် အေးချမ်းသာယာရေးကော်မရှင် ဥက္ကဋ္ဌ | вооружённые силы                                             | [ комм. 45 ] | | [ 52 ] [ 59 ] |